# Rotlichtsonate
Rotlichtsonate ist die erste Singleauskopplung und das Intro des Albums Zuhältertape, Vol. 5 des deutschen Rappers Kollegah. Das Lied wurde am 11. Juni 2021 über das Plattenlabel Alpha Music Empire veröffentlicht.

## Hintergrund
Das Lied ist die erste von vier Singleauskopplungen des Albums Zuhältertape, Vol. 5. Es wurde am 21. Mai 2021 im Rahmen eines Trailers für das Album auf YouTube angekündigt und erschien drei Wochen später, am 11. Juni, auf digitalen Vertriebswegen sowie als Musikvideo auf YouTube. Der Titel Rotlichtsonate spielt auf die Mondscheinsonate von Ludwig van Beethoven an.
Der Song wurde von Joznez und Johnny Illstrument produziert und von Yunus „Kingsize“ Cimen abgemischt. Beim zugehörigen Musikvideo führte Mostafa El Garhy die Produktion.  Am Anfang und am Ende des Musikvideos werden Ausschnitte aus Antonio Vivaldis Der Frühling aus Die vier Jahreszeiten abgespielt. Auf YouTube wurde das Musikvideo über 6,7 Millionen Mal aufgerufen (Stand: Juli 2025). Auf Spotify hat das Lied über 28,4 Millionen Aufrufe.

## Rezeption

### Charts und Chartplatzierungen
Rotlichtsonate stieg in der 24. Kalenderwoche auf die Nummer 12 der deutschen Singlecharts ein und konnte sich insgesamt 3 Wochen in den Top 100 halten. In Österreich erreichte das Lied Platz 15 und in der Schweiz Platz 28 der Singlecharts.
| ChartsChartplatzierungen | Höchstplatzierung | Wochen |
| ------------------------ | ----------------- | ------ |
| Deutschland (GfK)        | 12 (3 Wo.)        | 3      |
| Österreich (Ö3)          | 15 (1 Wo.)        | 1      |
| Schweiz (IFPI)           | 28 (2 Wo.)        | 2      |

### Kritik
Das Musikmagazin Laut.de fand lobende Worte für Rotlichtsonate und stellte besonders das Instrumental und die Kollegah-typischen Wortspiele positiv heraus. Das Lied mache „exakt, was man von Kollegah hören will“.